# Präsidentschaftswahl in Indien 1969
Die Präsidentschaftswahl in Indien 1969 war die fünfte Wahl des Staatspräsidenten in Indien seit der Unabhängigkeit und fand am 16. August 1969 statt. Es handelte sich um eine vorgezogene Wahl, da der 1967 gewählte Zakir Hussain überraschend am 3. Mai 1969 im Amt verstorben war. Bei der Wahl offenbarte sich ein Machtkampf innerhalb der Kongresspartei zwischen Premierministerin Indira Gandhi und ihren innerparteilichen Gegnern. Letztlich gewann der Kandidat Indira Gandhis, V. V. Giri die Wahl.

## Vorgeschichte
| Bundesstaat       | Stimmgewicht |
| ----------------- | ------------ |
| Andhra Pradesh    | 125          |
| Assam             | 94           |
| Bihar             | 146          |
| Gujarat           | 123          |
| Haryana           | 94           |
| Jammu und Kashmir | 59           |
| Kerala            | 127          |
| Madhya Pradesh    | 109          |
| Madras            | 144          |
| Maharashtra       | 146          |
| Mysore            | 109          |
| Nagaland          | 8            |
| Orissa            | 125          |
| Punjab            | 107          |
| Rajasthan         | 110          |
| Uttar Pradesh     | 174          |
| Westbengalen      | 125          |

Die Amtszeit des 1967 gewählten Präsidenten Zakir Hussain hätte noch bis zum Jahr 1972 gedauert. Nach seinem unerwarteten Tod am 3. Mai 1969 übernahm zunächst verfassungsgemäß der Vizepräsident V. V. Giri (Kongresspartei) die Weiterführung der Amtsgeschäfte.
In der Kongresspartei war zunächst nicht klar, wer als Nachfolgekandidat nominiert werden sollte. Seit einiger Zeit gab es Spannungen zwischen der alten Machtelite der Kongresspartei, die vor allem durch das sogenannte „Syndikat“ (the Syndicate), einer Gruppe von regionalen Kongresspartei-Führern (K. Kamaraj, S. Nijalingappa, S. K. Patil, Atulya Ghosh und Neelam Sanjiva Reddy), personifiziert wurde und den „Jungtürken“ (Young Turks), einer Gruppe von jüngeren, linksgerichteten Politikern, die die Premierministerin Indira Gandhi unterstützten. Das „Syndikat“ sah die Gelegenheit, der ungeliebten Premierministerin eine politische Niederlage beizubringen und nominierte auf der Sitzung des Central Parliamentary Board der Kongresspartei am 11. Juli 1969 in Bangalore mit Stimmenmehrheit von 4:2 gegen die Stimme Indiras den früheren Kongresspartei-Präsidenten Neelam Sanjiva Reddy, der bekanntermaßen kein Gefolgsmann von Indira Gandhi war. Indira hatte angesichts des 100. Geburtsjahres Mahatma Gandhis mit Jagjivan Ram einen Dalit als Kandidaten vorgeschlagen, wurde aber bei der Abstimmung nur von Fakhruddin Ali Ahmed unterstützt.
Nach der Nominierung Reddys trat V. V. Giri, der ebenfalls als Kandidat im Gespräch gewesen war, am 20. Juli 1969 von seinem Amt als (Vize-)Präsident zurück und kündigte seine Kandidatur als unabhängiger Kandidat an. Verfassungsgemäß übernahm danach der Chief Justice des obersten Gerichts Muhammad Hidayatullah das Amt des Staatspräsidenten kommissarisch.
Ein weiteres Thema auf der Sitzung in Bangalore war die Verstaatlichung der Banken in Indien. Dieses in der Öffentlichkeit populäre Projekt wurde durch Indira Gandhi vorangetrieben und auf der Sitzung durch das Kongresskomitee abgesegnet, da das „Syndikat“ in dieser Frage gespalten war. Der Interims-Präsident Giri unterschrieb vor seinem Rücktritt noch das Gesetz zur Bankenverstaatlichung. Die Linksparteien (Kommunisten Linkssozialisten und bei beiden sozialistischen Parteien SSP und PSP) erklärten ihre Unterstützung der Kandidatur Giris. Auch die in Opposition zur Kongresspartei stehenden Dravida Munnetra Kazhagam in Tamil Nadu und Akali Dal im Punjab sowie kleinere Parteien, die sich in den Jahren zuvor von der Kongresspartei abgespalten hatten, riefen zur Wahl von Giri auf. In der Kongresspartei forderten einzelne Stimmen, eher den vermeintlich „progressiven“ Giri, anstelle des von der Parteiführung nominierten „reaktionären“ Reddy zu wählen. Kongress-Parteipräsident S. Nijalingappa rief zu strikter Parteidisziplin in dieser Frage und zur Wahl Reddy auf und traf ein Abkommen mit den beiden konservativen Oppositionsparteien Jan Sangh and Swatantra, bei dem diese zusicherten, bei der anstehenden Wahl ihre Zweite-Präferenz-Stimmen an Reddy zu vergeben. Als ihren gemeinsamen Kandidaten der ersten Wahl stellten Jan Sangh, Swatantra und Bharatiya Kranti Dal (in Uttar Pradesh) den früheren Finanzminister unter Nehru, C. D. Deshmukh, auf.
Dieses Zusammengehen mit den Konservativen diskreditierte die Kongressparteiführung in den Augen vieler Kongress-Parteigänger. Jüngere, linksgerichtete Abgeordnete der Kongresspartei erklärten, sie wollten bei der Wahl nicht der offiziellen Parteilinie, sondern ihrem Gewissen folgen, woraufhin Parteipräsident Nijalingappa alle Abweichler mit dem Parteiausschluss bedrohte. Indira Gandhi zeigte sich verärgert, dass sie in der Frage der Präsidentschaftsnachfolge durch das „Syndikat“ quasi überrumpelt worden war, wagte es aber nicht, offen gegen Reddy aufzutreten. Sie machte aber öffentlich deutlich, dass sie die Parteidisziplin in dieser Frage für nachrangig hielt.
Am 14. Juli 1969 wurden die Termine der Wahl bekanntgegeben. Bis zum 24. Juli 1969 konnten Kandidatenvorschläge eingereicht werden. Über die Zulassung der Kandidaten wurde am 26. Juli 1969 entschieden und die zur Wahl Zugelassenen hatten noch bis zum 29. Juli 1969 die Möglichkeit, ihre Kandidatur zurückzuziehen. Die eigentliche Wahl fand dann am 16. August 1969 statt und die Auszählung der Stimmen erfolgte am 20. August 1969.

## Wahlmodus und Wahl
Das Wahlkollegium (Electoral College) umfasste formal 4.137 Parlamentarier. Davon kamen 748 aus den beiden Kammern des indischen Parlaments (520 Lok Sabha, 228 Rajya Sabha) und 3.389 aus den Parlamenten der 17 Bundesstaaten. 694 Abgeordnete aus dem Parlament und 3.340 Abgeordnete aus den Parlamenten der Bundesstaaten übten ihr Wahlrecht aus. Die Stimmgewichte waren auf Basis des Zensus von 1961 festgelegt worden. Jedes Mitglied von Lok Sabha und Rajya Sabha hatte ein Stimmgewicht von 576 und die Stimmgewichte der Abgeordneten aus den Bundesstaaten bewegten sich zwischen 8 (Nagaland) und 174 (Uttar Pradesh).
24 Kandidatenvorschläge wurden eingereicht, von denen 9 nicht zugelassen wurden. Damit blieben 15 Kandidaten übrig, von denen allerdings nur drei eine reelle Chance hatten, Giri, Reddy und Desmukh.
Die Wahl ergab folgendes Ergebnis:
| Kandidat                   | Erste-Präferenz-Stimmen       | Erste-Präferenz-Stimmen | mit Stimmen nachgeordneter Präferenz | mit Stimmen nachgeordneter Präferenz |
| Kandidat                   | abgegebene gewichtete Stimmen | in Prozent              | abgegebene gewichtete Stimmen        | in Prozent                           |
| -------------------------- | ----------------------------- | ----------------------- | ------------------------------------ | ------------------------------------ |
| V. V. Giri                 | 401.515                       | 48,01                   | 420.077                              | 50,89                                |
| Neelam Sanjiva Reddy       | 313.548                       | 37,49                   | 405.427                              | 49,11                                |
| C. D. Deshmukh             | 112.769                       | 13,48                   | –                                    | –                                    |
| Chandradatt Senani         | 5.814                         | 0,70                    | –                                    | –                                    |
| Furcharan Kaur             | 940                           | 0,11                    | –                                    | –                                    |
| Rajabhoj Pandurang Nathuji | 831                           | 0,10                    | –                                    | –                                    |
| Pandit Babu Lal Mag        | 576                           | 0,07                    | –                                    | –                                    |
| Ch. Hari Ram               | 125                           | 0,01                    | –                                    | –                                    |
| Sharma Manovihari Anirudh  | 125                           | 0,01                    | –                                    | –                                    |
| Khubi Ram                  | 94                            | 0,01                    | –                                    | –                                    |
| Bhagmal                    | 0                             | 0                       | –                                    | –                                    |
| Krishna Kumar Chatterjee   | 0                             | 0                       | –                                    | –                                    |
| Santosh Kumar Kachhwaha    | 0                             | 0                       | –                                    | –                                    |
| Ramdular Tripathi Chakor   | 0                             | 0                       | –                                    | –                                    |
| Ramanlal Purushottam Vyas  | 0                             | 0                       | –                                    | –                                    |
| Gesamt                     | 836.337                       | 100                     | 825.504                              | 100                                  |

4.034 Abgeordnete beteiligten sich an der Wahl, was einer Wahlbeteiligung von 97,5 % entsprach. 79 Stimmen waren ungültig. Fünf der 15 Kandidaten hatten keine einzige Stimme erhalten.
Die Wahl wurde nach Rangfolgewahlmodus durchgeführt, d. h. die Abstimmenden hatten die Möglichkeit, auch Kandidaten nachgeordneter (d. h. zweiter, dritter etc.) Präferenz auf den Stimmzetteln zu markieren. Bei der Auszählung der Erste-Präferenz-Stimmen zeigte sich, dass keiner der Kandidaten die Mehrheit erreicht hatte. Giri lag mit 48,01 % in Führung, gefolgt von Reddy mit 37,49 % und Desmukh mit 13,48 %. Alle anderen Kandidaten landeten weit abgeschlagen. Danach wurden, der Wahlordnung folgend, nacheinander die Kandidaten mit der geringsten Erste-Präferenz-Stimmenzahl von den Stimmzetteln eliminiert (die nachfolgenden rückten dann eine Position auf), bis ein Kandidat die Mehrheit der Erste-Präferenz-Stimmen hatte. Dabei zeigte sich, dass Reddy weit mehr Nachgeordnete-Präferenz-Stimmen erhalten hatte als Giri, der die Wahl jedoch knapp mit 50,89 % für sich entscheiden konnte.
V. V. Giri wurde für gewählt erklärt und trat sein Amt als vierter Präsident Indiens seit der Unabhängigkeit am 24. August 1969 an.

## Analyse des Abstimmungsverhaltens

Mehrheiten nach Bundesstaaten (finale Auszählung):

Die folgende Tabelle zeigt die Ergebnisse nach Bundesstaaten.
| Legislative       | Gesamt | Tatsächlich† | Abgegebene Stimmen | Erste Auszählung | Erste Auszählung | Erste Auszählung | Erste Auszählung | Erste Auszählung | Erste Auszählung     | Zweite Auszählung†† | Zweite Auszählung†† | Zweite Auszählung†† |
| Legislative       | Gesamt | Tatsächlich† | Abgegebene Stimmen | Ungültig         | Giri             | Reddy            | Desmukh          | Andere           | Kongress- Abweichler | Ungültig            | Giri                | Reddy               |
| ----------------- | ------ | ------------ | ------------------ | ---------------- | ---------------- | ---------------- | ---------------- | ---------------- | -------------------- | ------------------- | ------------------- | ------------------- |
| Parlament         | 748    | 747          | 743                | 9                | 359              | 268              | 101              | 6                | 160                  | 8                   | 366 (+7)            | 360 (+92)           |
| Andhra Pradesh    | 287    | 285          | 281                | 9                | 131              | 118              | 18               | 5                | 80                   | 6                   | 137 (+6)            | 129 (+11)           |
| Assam             | 126    | 113          | 112                | 6                | 48               | 57               | 1                | 0                | 20                   | 0                   | 48                  | 58 (+1)             |
| Bihar             | 318    | 318          | 317                | 4                | 165              | 111              | 36               | 1                | 5                    | 2                   | 167 (+2)            | 144 (+33)           |
| Gujarat           | 168    | 168          | 168                | 1                | 12               | 102              | 51               | 2                | 0                    | 7                   | 21 (+9)             | 139 (+37)           |
| Haryana           | 81     | 78           | 78                 | 0                | 37               | 32               | 8                | 1                | 10                   | 1                   | 37                  | 40 (+8)             |
| Jammu und Kashmir | 75     | 71           | 70                 | 2                | 58               | 8                | 2                | 0                | 55                   | 0                   | 58                  | 10 (+2)             |
| Kerala            | 133    | 131          | 128                | 3                | 103              | 15               | 0                | 7                | 0                    | 7                   | 103                 | 15                  |
| Madhya Pradesh    | 296    | 291          | 277                | 4                | 103              | 112              | 54               | 4                | 60                   | 5                   | 108 (+5)            | 160 (+48)           |
| Maharashtra       | 270    | 269          | 268                | 2                | 50               | 201              | 12               | 3                | 0                    | 3                   | 56 (+6)             | 207 (+6)            |
| Mysore            | 216    | 214          | 214                | 6                | 53               | 135              | 17               | 3                | 0                    | 3                   | 57 (+4)             | 148 (+13)           |
| Nagaland          | 52     | 52           | 50                 | 7                | 38               | 4                | 0                | 1                | -                    | 1                   | 38                  | 4                   |
| Orissa            | 140    | 139          | 133                | 5                | 67               | 15               | 46               | 0                | 15                   | 0                   | 74 (+7)             | 54 (+39)            |
| Punjab            | 104    | 104          | 101                | 3                | 80               | 10               | 7                | 1                | 20                   | 1                   | 80                  | 17 (+7)             |
| Rajasthan         | 184    | 181          | 180                | 6                | 35               | 98               | 41               | 0                | 10                   | 0                   | 42 (+7)             | 132 (+34)           |
| Tamil Nadu        | 234    | 233          | 230                | 6                | 142              | 54               | 22               | 6                | 0                    | 8                   | 146 (+4)            | 70 (+16)            |
| Uttar Pradesh     | 425    | 425          | 423                | 6                | 181              | 138              | 93               | 5                | 75                   | 7                   | 228 (+47)           | 182 (+44)           |
| Westbengalen      | 280    | 279          | 274                | 1                | 248              | 25               | 0                | 0                | 30                   | 0                   | 248                 | 25                  |

† Die tatsächliche Zahl der Abgeordneten war geringer als die theoretische, da einige Sitze vakant waren.

†† In Klammern, die hinzugewonnenen Nachgeordnete-Präferenz-Stimmen.
Es zeigte sich, dass eine große Zahl von Kongresspartei-Abgeordneten aus den Parlamenten der Bundesstaaten nicht der offiziellen Parteilinie gefolgt waren. Etwa 160 Kongresspartei-Abgeordnete des indischen Parlaments hatten ebenfalls nicht dem Wunschkandidaten der Parteiführung ihre Stimme gegeben. In den Bundesstaaten, die nicht von der Kongresspartei dominiert waren (Westbengalen, Kerala und Tamil Nadu) hatte Giri dagegen praktisch alle für ihn erreichbaren Stimmen erhalten. Insgesamt war die Wahl eine schwere Niederlage für das „Syndikat“ und Kongress-Parteipräsident S. Nijalingappa, und die Machtbalance in der Kongresspartei verschob sich zugunsten Indira Gandhis. 
Noch im selben Jahr kam es zur Spaltung der Kongresspartei.